# Ingelgário I de Anjou
Ingelgário I de Anjou (em latim: Ingelgarius; Anjou, França 845 - Tours, França 888)  foi visconde de Tours e de Angers. Parte importante da informação que se obtêm sobre esta personagem da história provêm de uma carta escrita em 929 que o menciona como o pai da Fulco I de Anjou, primeiro conde de Anjou. 
Documentos encontrados mais recentemente sobre este viscondado nada mais revelam sobre este assunto, assim a informação que está disponível sobre Ingelgário I provêm da "Gesta Consulum Andegavorum", uma história dos Condes de Anjou, datada do século XII, ou seja, três séculos mais tarde. Este texto "Crónica dos feitos dos condes de Anjou", foi escrito entre 1100 e 1140 por um monge Angevin, a pedido de carquejas Réchin.

## Relações familiares
Foi filho de Tertúlio de Anjou e de Petronilha (? - 825), filha de Hugo Abade (802 - 844), que por sua vez era filho de Carlos Magno, Sacro Imperador Romano Germano e da concubina deste, Regina. Hugo Abade teria a seu cuidado os domínios em torno de Orléans, dados pelo Rei Luís II de França, o Gago que o teria encarregado da defesa militar e prefeito Tours, desta cidade, e depois deu-lhe uma parte de Anjou. Foi casado com Adelaide de Amboine (840 - 907), senhora de Amboise e de Châtillon de quem teve:
1. Fulco I de Anjou, "o vermelho" (? - 942), Conde de Anjou, casado com Rosela de Loches, senhora de Loches, filha de Guerner de Loches, senhor de Loches.